# 火焰戰鬥機
火焰戰鬥機（英語：Foo fighter）是第二次世界大戰期間，同盟國的戰機駕駛員用來描述一種UFO或神秘的大氣現象的稱呼。當時的目擊者通常將火焰戰鬥機視為是一種敵人研發的秘密武器，不過在戰爭結束後，才發現這並不是一種不為人知的秘密武器。雖然如此，並沒有任何火焰戰鬥機傷害人類的報告出現。

## 歷史
“火焰战斗机”的首次目击报告发生于1944年11月。当日夜间，多名在西欧上空的飞行员报告他们看到了数个速度极快的圆型发光飞行器尾随他们的飞机。目击者对于物体的描述存在差异，称物体像是在燃烧，发出红色，白色或者橙色的光芒。有些飞行员形容这些飞行物像是聚在一起的圣诞树灯，并称这些物体像是在戏耍他们的飞机，并最终在一阵随意的转向后消失不见。根据飞行员及机组成员的报告，这些物体飞行时排成队形，像是在指挥下运动，但没有做出任何敌意行为。但它们的机动性极强，而且不可能被射下来。这一现象在欧洲战区经常出现，盟军士兵常称呼其为“德国佬火球”（Kraut fireballs），更常用的外号即是“火焰战斗机”（foo-fighters）。军方对这类事件比较重视，怀疑这是纳粹德国的秘密武器。但其在随后的调查中发现，轴心国飞行员也报告过类似的事件。
1952年，一名英国皇家空军战斗机飞行员空军上士罗兰休斯；在西德上空执行训练任务时看到一个UFO，飞行物从他身边飞过然后以惊人速度消失在空中。他正准备返回基地，发现自己被一个闪亮银色金属飞碟跟踪。英国皇家空军雷达捕捉到了这个物体，并确认了它以比当时所有飞机都要快的速度飞行。他非常明白的近距離看到这艘飞船拥有一个高度反光、一点缝隙都没有的金属样表面。美国飞行员二戰也见过一些UFO，并把它们称为“火焰战斗机”。

## 官方解釋
1945年4月美国海军开始检验夜间飞行员的幻视现象，企圖定義為一種幻覺。
该项计划由美国海军医务局进行，代号为X-148-AV-4-3，从此开辟了对飞行员的空间感失调的研究，因为经调查发现大批的怪异目击都是夜间飞行者体验的。领导这一项目的飞行心理专家Edgar Vinacke博士总结了对空间感失调提出一个紧密关联且系统的纲要的必要性：“飞行员们现在没有足够的方向感失调的知识，他们得到的也是相当零乱的、不完全的、不准确的信息……他们必然只能借助于经验……于是当一种带有实践必须性的解释从种种轶闻中整合出来时，它必然要带有神秘性的因素。
当涉及到空间感失调时，很少有人能掌握足够的事实，只知道它有巨大的危险。飞行员不是受过专门训练的人类行为观察者，他们对自己的感觉只有最模糊的理解，因此和其他的幼稚者没什么差别地，制造出一个词汇用来涵盖一大批他们无法理解的事。”

## 外部連結
- Foo Fighter Documents （页面存档备份，存于）